# Phyla scaberrima
Phyla scaberrima được gọi là cỏ ngọt, cỏ mật là một loài thực vật có hoa trong họ Cỏ roi ngựa. Loài này được (Juss. ex Pers.) Moldenke miêu tả khoa học đầu tiên năm 1936.